# كسر عنقي
الكسر العنقي هو كسر في أي من فقرات العنق السبع في الرقبة. من الأسباب الشائعة للكسور عند البشر حوادث الاصطدام المرورية والغوص في المياه الضحلة. قد يؤدي انزلاق عظام الرقبة أو كسور الفقرات إلى إصابة الحبل الشوكي مما يؤدي إلى فقدان الإحساس أو الشلل أو الموت الفوري أحيانًا.

## الأسباب

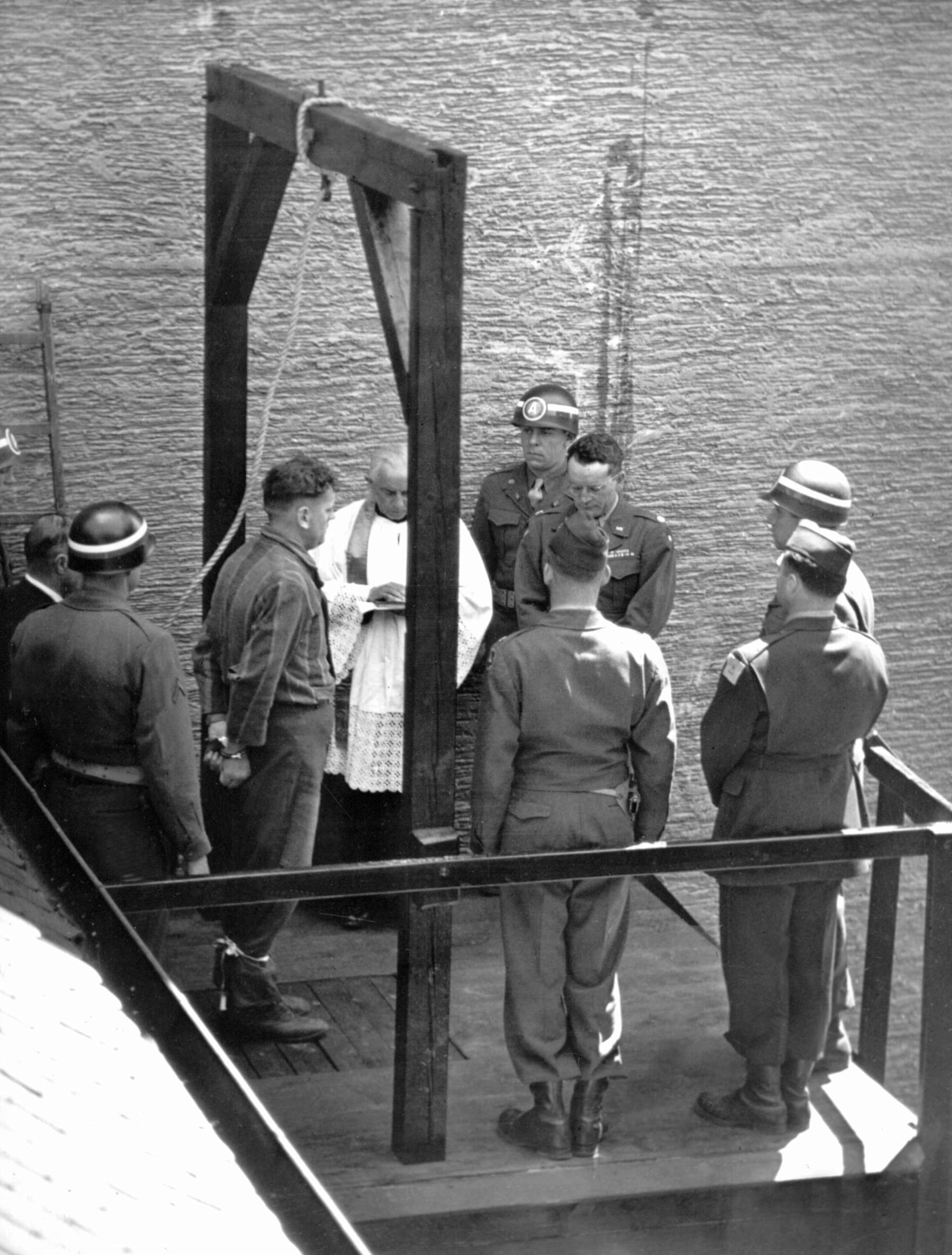
تعتمد طريقة الإعدام بالشنق على إحداث كسر في العنق يؤدي إلى الوفاة.

لابد من قوة كبيرة لإحداث كسر في عظام الرقبة. اصطدام المركبات والسقوط من الأسباب الشائعة. من الأسباب الأخرى الالتواء الشديد المفاجئ في الرقبة أو الضربات الشديدة في منطقة الرأس أو الرقبة.
الرياضات التي تنطوي على ملامسة جسدية عنيفة قد تتسبب أيضًا في الإصابة بكسور العنق، بما في ذلك كرة القدم الأمريكية وكرة القدم (خاصة حارس المرمى ) وهوكي الجليد والرجبي والمصارعة. يمكن أيضًا رؤية كسور العنق في بعض الرياضات التي لا تتضمن اتصالًا جسديًا، مثل الجمباز والتزلج والغوص وركوب الأمواج ورفع الأثقال والفروسية وركوب الدراجات في الجبال وسباق السيارات.
الإصابات التي تتسبب في اختراق العنق قد تنتج كسورًا في الرقبة ونزيفًا داخليًا من بين مضاعفات أخرى.
تعتمد عملية الإعدام شنقًا على إحداث كسر مميت في العنق. يعقد حبل المشنقة يسار المحكوم عليه؛ بحيث يهتز الرأس بحدة إلى الأعلى وإلى اليمين عند تعليق المحكوم عليه. تعمل هذه القوة على كسر الرقبة، منتجةً فقدانًا فوريًا للوعي والموت في غضون دقائق.

## التشخيص

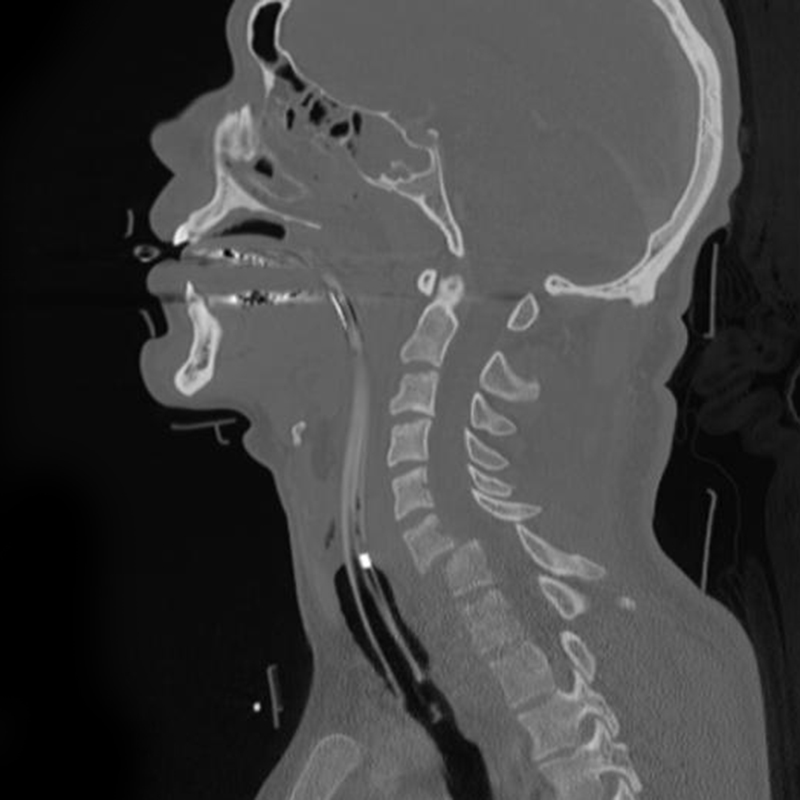
تظهر للأشعة المقطعية كسرًا وخلعًا في مستوى الفقرتين السادسة والسابعة.

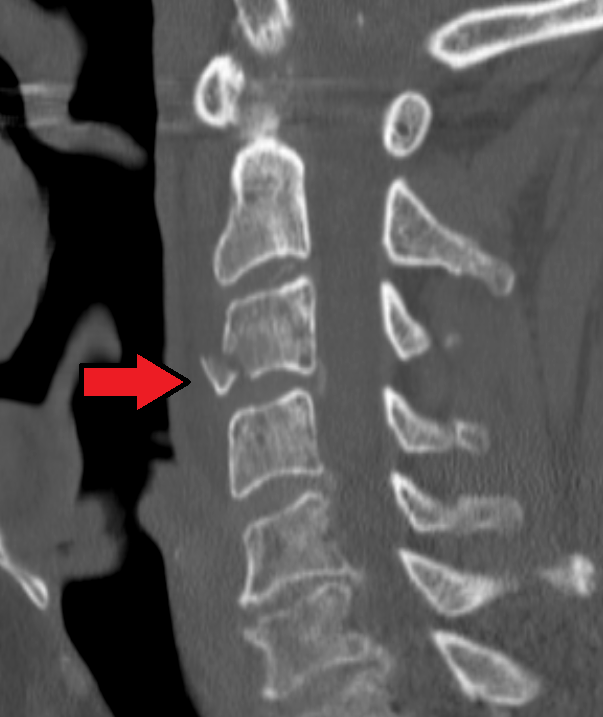
كسر الدمعة في الفقرة الثالثة (أشعة مقطعية)

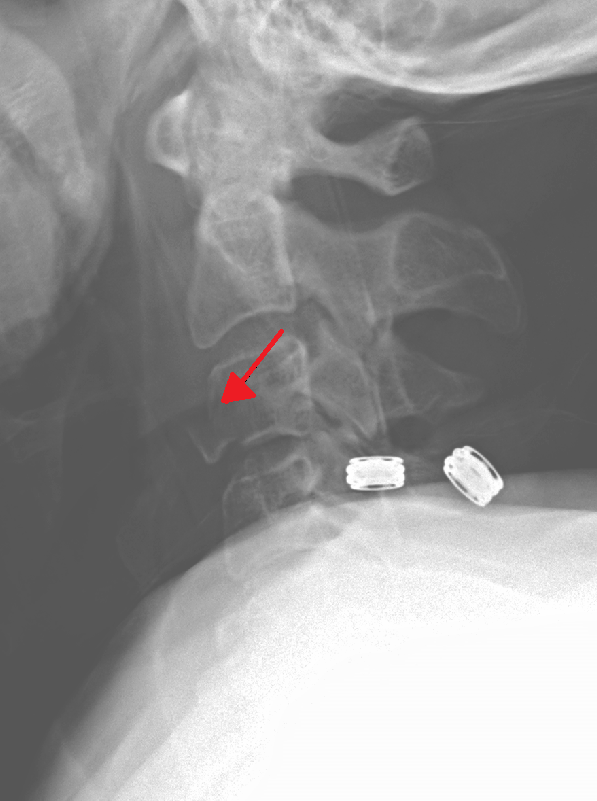
كسر الدمعة في الفقرة الثالثة (أشعة سينية جانبية)

### الفحص الطبي
يمكن أن يكون التاريخ المرضي والفحص الجسدي كافيين لتأكيد خلو المريض من كسور العمود الفقري العنقي. توجد بعض القواعد الطبية التي يمكن استخدامها لتقرير ما إذا كانت الحالة تستدعي استخدام الأشعة للتشخيص مثل قاعدة العمود الفقري العنقي الكندية وقاعدة الدراسات الوطنية لاستخدام التصوير بالأشعة السينية في حالات الطوارئ (NEXUS).

### اختيار التصوير الطبي
- في الأطفال، يُشار إلى التصوير المقطعي المحوسب للرقبة في الحالات الشديدة مثل العجز العصبي، بينما يفضل استخدام الأشعة السينية في الحالات الأقل خطورة، وفقًا لإرشادات الولايات المتحدة[2] والمملكة المتحدة.[3] توصي الإرشادات السويدية بالتصوير المقطعي المحوسب بدلاً من الأشعة السينية في جميع الأطفال فوق سن 5.[4]
- في البالغين، تتشابه إرشادات المملكة المتحدة إلى حد كبير مع إرشادات الأطفال.[3] من ناحية أخرى، توصي الإرشادات الأمريكية بالتصوير المقطعي المحوسب في جميع الحالات التي يشار فيها إلى التصوير الطبي، ولا تقبل الأشعة السينية الا في حالة عدم توفر الأشعة المقطعية المحوسبة.[5]

### تصنيفات
هناك عدة تسميات شهيرة لبعض أنواع كسور العنق، منها:
- كسور الفقرة العنقية الأولى، بما في ذلك كسر جيفرسون
- كسور الفقرة العنقية الثانية، بما في ذلك كسر الجلاد
- كسر الدمعة - كسر في الجانب السفلي الأمامي من فقرة العنق

## العلاج
يجب أن يثبت الرأس والرقبة بصورة كاملة في أقرب وقت ممكن وقبل تحريك المريض. لا ينبغي إزالة المُثبتات إلا بعد التأكد من خلو الرقبة من الكسور. في حالة وجود صدمة شديدة في الرأس، يجب افتراض حدوث كسر في الرقبة حتى يثبت العكس. يعد التثبيت أمرًا ضروريًا لحماية الحبل الشوكي. الاستثناء الوحيد لتحريك المريض هو وجود خطر وشيك خارجي، مثل وجود حريق في مسرح الحادثة.
في معظم الحالات، يحتاج مرضى كسور الرقبة إلى أدوية مسكنة للألم. العقاقير غير الستيرويدية المضادة للالتهابات، مثل الأسبرين أو الإيبوبروفين، ممنوعة في حالات كسور الرقبة؛ لأنها قد تؤثر على عملية التئام العظم. يمكن استخدام الباراسيتامول كبديل مناسب.
كثيرًا ما يصف الأطباء العلاج الطبيعي لمرضى كسور العنق؛ لبناء عضلات الرقبة وزيادة استقرار العمود الفقري العنقي.
قد تستخدم الأطواق والجرّ والجراحة لتثبيت الرقبة بعد الكسر.

### أطواق العنق
يمكن تثبيت الكسور البسيطة باستخدام طوق العنق دون الحاجة إلى الجرّ أو الجراحة. الطوق المرن هو الأقل تقييدًا للمريض ولكنه قد يضاعف من إصابات الرقبة لدى مرضى هشاشة العظام. يستخدم الطوق المرن للإصابات الطفيفة أو بعد أن تتشافى الرقبة قليلًا.

### الأقواس الصلبة
يمكن أيضًا استخدام الأقواس الصلبة الداعمة للرأس والصدر. للأقواس فائدة كبيرة في تثبيت بعض الحالات الخاصة، مثل الأطفال أو البالغين غير المتعاونين.

### الجرّ
يمكن تطبيق الجر عن طريق الأوزان الحرة أو عن طريق الدعامات. دعامة الهالة هي أكثر دعامات العنق صلابة، وتستخدم خاصةً مع كسور العنق غير المستقرة. توفر الدعامة الاستقرار اللازم لعظام الرقبة خلال فترة التشافي (عادةً 8-12 أسبوعًا).

### الجراحة
قد تجرى العمليات الجراحية لتثبيت الرقبة وتخفيف الضغط على النخاع الشوكي. تختلف العمليات الجراحية حسب نوع الإصابة؛ فمثلًا، يمكن إزالة القرص الفقري التالف، وهو عبارة عن وسادة بين الفقرات العظمية، لتخفيف الضغط على الحبل الشوكي. بعد إزالة القرص، تدمج الفقرات معًا لتثبيت الرقبة، وقد تستخدم الألواح المعدنية أو البراغي أو الأسلاك لتثبيت الفقرات أو القطع في مكانها.

## تاريخ
وصف الطبيب والجراح العربي ابن القف (المتوفى 1286م) علاج كسور العنق عبر الفم في كتابه «العمدة في صناعة الجراحة».